# Старые Батеки
Старые Батеки — деревня в Смоленском районе Смоленской области России. Входит в состав Гнёздовского сельского поселения. Население — 568 жителей (2007 год). 
Расположена в западной части области в 10 км к западу от Смоленска, в 3 км южнее автодороги М1 «Беларусь», на берегу реки Ольшанка. В 3 км южнее деревни расположена железнодорожная станция Ракитная на линии Москва — Минск. 

## История
В годы Великой Отечественной войны деревня была оккупирована гитлеровскими войсками в июле 1941 года, освобождена в сентябре 1943 года.

## Знаменитые земляки
- Баринов, Давид Маркович - военный разведчик, военачальник, Герой Советского Союза.